# Championnat du Japon de Formule 3000 1992
Le championnat du Japon de F3000 1992 a été remporté par l'Italien Mauro Martini, sur une Lola-Mugen de l'écurie Team Nova.

## Règlement sportif
- L'attribution des points s'effectue selon le barème 9,6,4,3,2,1.
- Seuls les sept meilleurs résultats sont retenus.

## Courses de la saison 1992
| Date         | Lieu      | Vainqueur           | Nationalité | Voiture       | Écurie           |
| 8 mars       | Suzuka    | Ross Cheever        | États-Unis  | Reynard-Mugen | Team LeMans      |
| 12 avril     | Fuji      | Paulo Carcasci      | Brésil      | Reynard-Mugen | Navi Connection  |
| 10 mai       | Mine      | Eddie Irvine        | Royaume-Uni | Lola-Mugen    | Team Cerumo      |
| 24 mai       | Suzuka    | Volker Weidler      | Allemagne   | Lola-Mugen    | Team Nova        |
| 19 juillet   | Autopolis | Marco Apicella      | Italie      | Dome-Mugen    | Dome             |
| 2 août       | Sugo      | Volker Weidler      | Allemagne   | Lola-Mugen    | Team Nova        |
| 16 août      | Fuji      | Mauro Martini       | Italie      | Lola-Mugen    | Team Nova        |
| 6 septembre  | Fuji      | Toshio Suzuki       | Japon       | Lola-Cosworth | Universal Racing |
| 27 septembre | Suzuka    | Roland Ratzenberger | Autriche    | Lola-Mugen    | Stellar          |
| 18 octobre   | Fuji      | Toshio Suzuki       | Japon       | Lola-Cosworth | Universal Racing |
| 15 novembre  | Suzuka    | Naoki Hattori       | Japon       | Lola-Mugen    | Le Garage        |

## Classement des pilotes
| Classement | Pilote                 | Pays        | Voiture                  | Écurie           | Nombre de points |
| ---------- | ---------------------- | ----------- | ------------------------ | ---------------- | ---------------- |
| 1er        | Mauro Martini          | Italie      | Lola-Mugen               | Team Nova        | 34 (35)          |
| 2e         | Toshio Suzuki          | Japon       | Lola-Cosworth            | Universal Racing | 30               |
| 3e         | Ross Cheever           | États-Unis  | Reynard-Mugen            | Team LeMans      | 29               |
| 4e         | Volker Weidler         | Allemagne   | Lola-Mugen               | Team Nova        | 26               |
| 5e         | Naoki Hattori          | Japon       | Lola-Mugen Reynard-Mugen | Le Garage        | 21               |
| 6e         | Takuya Kurosawa        | Japon       | Lola-Cosworth            | Racing Heroes    | 21               |
| 7e         | Roland Ratzenberger    | Autriche    | Lola-Mugen               | Stellar          | 19               |
| 8e         | Eddie Irvine           | Royaume-Uni | Lola-Mugen               | Team Cerumo      | 17               |
| 9e         | Andrew Gilbert-Scott   | Royaume-Uni | Lola-Mugen Reynard-Mugen | Stellar          | 16               |
| 10e        | Marco Apicella         | Italie      | Dome-Mugen               | Dome             | 13               |
| 11e        | Paulo Carcasci         | Brésil      | Reynard-Mugen            | Navi Connection  | 11               |
| 12e        | Kazuyoshi Hoshino      | Japon       | Lola-Mugen               | Team Impul       | 10               |
| 13e        | Thomas Danielsson (en) | Suède       | Lola-Cosworth            | Team Take One    | 10               |
| 14e        | Heinz-Harald Frentzen  | Allemagne   | Lola-Mugen               | Team Nova        | 5                |
| 15e        | Mika Salo              | Finlande    | Reynard-Mugen            | Ad Racing Team   | 5                |
| 16e        | Hisashi Wada           | Japon       | Lola-Mugen               | Capcom Racing    | 2                |
| 16e        | Hitoshi Ogawa          | Japon       | Lola-Mugen               | Team Cerumo      | 2                |
| 18e        | Rickard Rydell         | Suède       | Lola-Mugen               | Team Cerumo      | 1                |
| 18e        | Takao Wada             | Japon       | Reynard-Mugen            | Nisseki Racing   | 1                |
| 18e        | Naohiro Furuya         | Japon       | Lola-Mugen               | Super Evolution  | 1                |